# ミスティ・ベートーベン
『ミスティ・ベートーベン』（原題：The Opening of Misty Beethoven）は、1976年に公開されたアメリカ合衆国のハードコアポルノ映画。比較的高い予算が投じられ、イタリアとニューヨークで丹念にロケーション撮影を行い、音楽にも力が入っている。これらは主に厳格な監督、ラドリー・メツガー（この映画はヘンリー・パリス名義で監督）によるところが大きい。

## 概要
戯曲『ピグマリオン』のポルノ版パロディである。映画は冴えない娼婦、ミスティ・ベートーベンを情欲の女神に変えてみせようと試みる性科学者シーモアを描く。彼がミスティにディルドーや実際の行為で教育を施し、実技として同性愛の男性アーティストを誘惑する用意をさせる間にも、彼女は徐々にシーモアに惹かれていく。
この映画ではヘンリー・ヒギンズ教授に相当する登場人物が、ジェイミー・ギリス演じる性科学者のシーモア・ラブ博士に置き換わっている。またヒロインのイライザ・ドゥーリトルはコンスタンス・マネーの演じるドローレス・"ミスティ"・ベートーベンに、ピッカリング大佐は（性別さえ変わり）ジャクリーヌ・ボーダンが演じるジェラルディーン・リッチに置き換わった。
ジョージ・バーナード・ショーの戯曲のように、ベートーベンはラブとリッチが期待した以上の「高雅さ」を獲得したが、その後彼らとの関係を断ち切った。ラブは今更ながらミスティが心の大きな部分を占めていた事に気付き、消沈した日々を送る。しかしショーの戯曲とは異なり（イライザはヒギンズのもとへは戻らず、フレディという青年と結ばれる）、ミスティはラストシーンでラブのもとに戻る。これは戯曲をもとにした派生作品においては一般的となった相違である。

## 評価
ポルノ映画が広く公開され始めた時代には、多くの映画は少なくとも最低限のストーリーを持っていた。『ミスティ』の筋書きは中でも丹念に練り上げられている。これはブロードウェイとハリウッドで成功を収めたミュージカル『マイ・フェア・レディ』と同様に、ピグマリオン伝説とジョージ・バーナード・ショーの同名の戯曲に直接基づいている。また映画には多くの軽妙なタッチや台詞と共に、笑いに潜ませた風刺が込められている。
『ミスティ・ベートーベン』は、広く公開されたポルノ映画としては初めて、ペギング（Pegging - 女性がペニスバンドで男性のアナルを攻め立てる）シーンを取り入れたという点で特筆される。後半の山場直前、コンスタンス・マネー、グロリア・レナード、ラス・キーンの3Pシーンで、レナードとキーンが正常位で交わっている後ろからマネーがキーンのアナルを攻めている。予想を上回るミスティの成長を示す重要なシーンであった。

## 受賞
AFAA
- 1976年 Best Actor: ジェイミー・ギリス[4]
- 1976年 Best Director: ラドリー・メツガー（ヘンリー・パリス名義）[4]
- 1976年 Best Film[4]

AVN
- 2002年 Best Classic Release on DVD[5]

XRCO
- 1985年 XRCO殿堂入り[6]

## リメイク
2004年、ミュージカルとしてリメイクされた『ミスティ・ベートーベン: ザ・ミュージカル (Misty Beethoven: The Musical)』が発売された。監督はヴェロニカ・ハート。サンセット・トーマス、ランディ・スピアーズ、ジュリー・メドウズ、エイジア・キャレラ、クロエ、デイブ・カミングス、マイク・ホーナー、エヴァン・ストーン、タイス・ビューンが出演した。